# Vigário Geral

Em vermelho, localização do bairro no município do Rio de Janeiro

Vigário Geral é um bairro da Zona da Leopoldina, na Zona Norte do município do Rio de Janeiro, no estado do Rio de Janeiro, no Brasil. Faz limite com os bairros do Jardim América, Irajá e Parada de Lucas, e com o município de Duque de Caxias. Seu índice de desenvolvimento humano, no ano 2000, era de 0,763, o 107º colocado entre 126 regiões analisadas no município do Rio de Janeiro. É um dos bairros mais antigos da Zona da Leopoldina.

## História

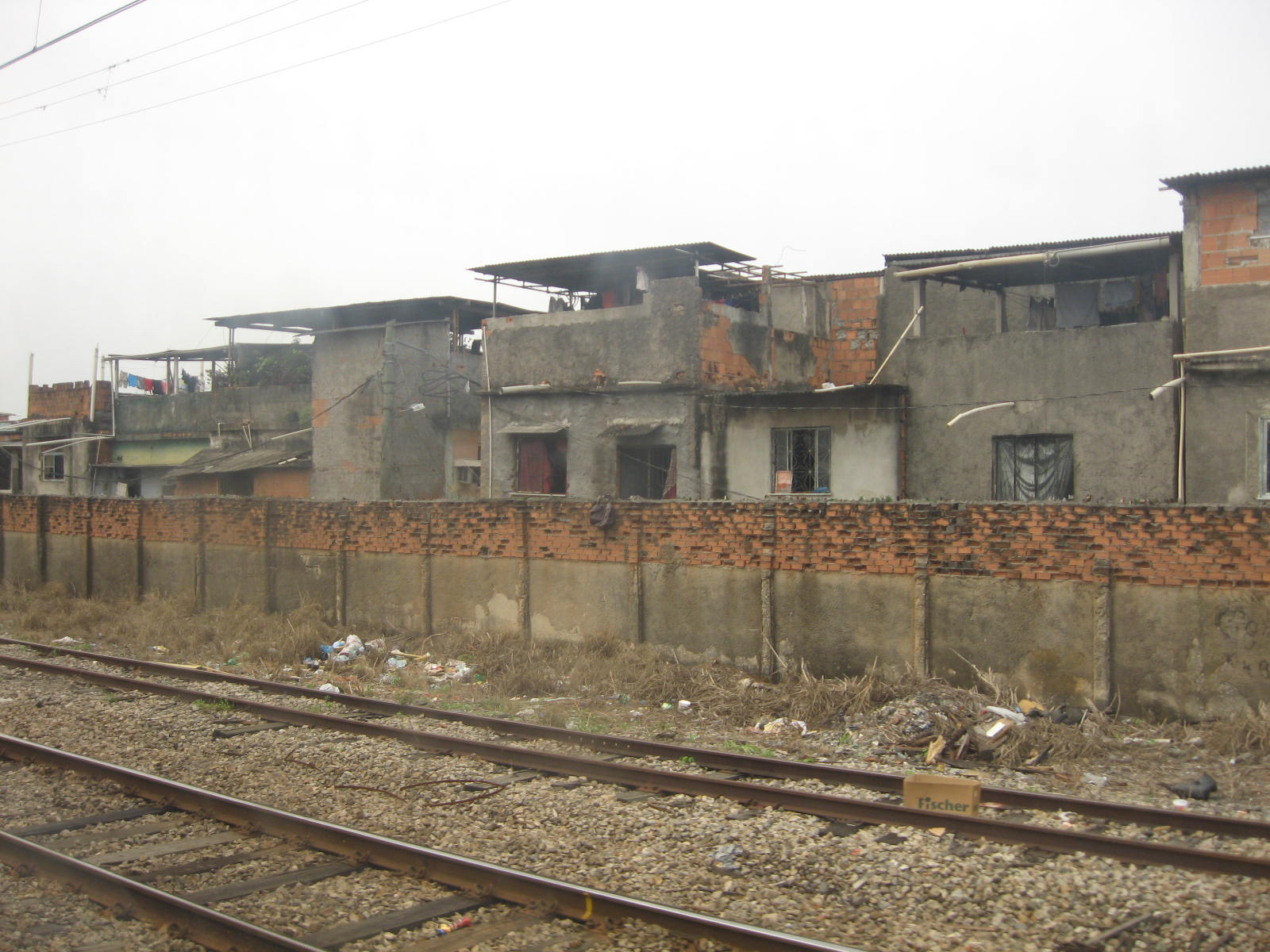
Vista do Parque Proletário de Vigário Geral ao lado da linha férrea

O bairro de Vigário Geral teve origem quando da implantação da linha de trem. Conta a história que o vigário-geral da freguesia do Irajá ia de trem do Centro da cidade até a estação do Velho Engenho (atual Vigário Geral) e, de lá, seguia a cavalo até a sede, que se situava na igreja construída na primeira metade do século XVII e que se localiza atualmente ao lado do cemitério do Irajá. O caminho que este percorria ficou conhecido como "Estrada do Vigário Geral", a qual corta o bairro. Com o passar do tempo, a estrada acabou por dar seu nome ao bairro. A Avenida Brasil, quando construída na década de 1940, cortou a Estrada do Vigário Geral. O seguimento que liga esta a Irajá posteriormente recebeu o nome de Aníbal Porto.
O primeiro loteamento no bairro ocorreu no final da década de 1930 através do Companhia Territorial do Rio de Janeiro. No final da década de 1940, o bairro cedeu o seu nome à favela que se ergueu no terreno ao lado da linha férrea da Leopoldina.
Em 1950, uma parte da antiga Fazenda Botafogo, adjacente ao bairro, foi loteada, criando-se o ex-sub-bairro e atual bairro chamado Jardim América.
Em 1966, o Conjunto Habitacional Padre José de Anchieta, financiado pelo extinto Banco Nacional da Habitação, foi inaugurado com a presença do então presidente da república, o general Castelo Branco. Posteriormente, já na década de 1970, foi inaugurado o Conjunto Habitacional Vigário Geral.
Por essa época, o bairro, eminentemente residencial, teve várias industrias instaladas, tais como a Paskin Cia. Ltda. e a Freitas Leitão Ind. e Com., as quais, por iniciativa de suas associações de moradores, foram, por fim, fechadas devido à poluição que causavam.
Atualmente, Vigário Geral tornou-se um polo de comércio de produtos importados da China, tais como louças, plásticos, vidros e material escolar no varejo e atacado. Seus limites são: Avenida Brasil, BR-040, Linha Vermelha e rua Bulhões Marcial, com a qual margeia a linha de trem.
Conta o dito popular que, na década de 1980, durante uma partida de futebol, houve um desentendimento entre moradores de Vigário Geral e da favela bem ao lado chamada Parada de Lucas. A discussão acabou em confronto armado que acirrou uma rivalidade entre os moradores das duas comunidades, mas hoje em dia os moradores podem ir de uma comunidade para a outra.

## Escolas do bairro
O bairro conta com seis escolas municipais: Alfredo Valadão, Heitor Beltrão, CIEP Mestre Cartola, E. M. Jorge Gouvea, República do Líbano, Eneyda Rabello de Andrade e Cardeal Câmara

## A comunidade
As primeiras moradias são atribuídas a "João 67", "Pedro Amaro", "Alcides" e "Naíldo". Este último atraiu muitos ferroviários para morar no local, que pertencia à Estrada de Ferro Leopoldina, tendo fundado a Associação de Moradores de Vigário Geral. Durante muitos anos, a população conviveu com o perigo de travessia da linha férrea sem uma passarela, erguida mais tarde com o auxílio do Sindicato dos Ferroviários
O fornecimento de luz elétrica só foi regularizado em 1984. A rede de distribuição de água foi implantada em regime de mutirão, custeado à época por todos os moradores. Vigário Geral é um local de alta periculosidade e de alto índice de violência. A favela é dominada por narcotraficantes que podem condenar qualquer morador à morte ou expulsão de suas casas.

## Estação de trem
A Estação de Trem de Vigário Geral fica no Ramal Saracuruna e já teve diversos danos por traficantes. Ela fica localizada na Rua Bulhões Marcial, maior rua do Bairro.